# لوئیز آلتامیر ملو
لوئیز آلتامیر ملو (انگلیسی: Luiz Altamir Melo؛ زادهٔ ۹ مهٔ ۱۹۹۶) ورزشکار ورزش شنا اهل برزیل است.
وی در مسابقات کشوری و بین‌المللی در مجموع برندهٔ ۳ مدال طلا، ۲ مدال نقره و ۱ مدال برنز شده‌است.